# Nils Strindberg
Nils Strindberg, född 4 september 1872 i Stockholm, död i oktober 1897 på Vitön, var en svensk upptäcktsresande och fotograf. Han var medlem på Salomon August Andrées expedition för att i luftballong nå Nordpolen.

## Biografi
Nils Strindberg tog studentexamen vid Norra Real 1890, blev fil. kand. vid Uppsala universitet 1893, och fick 1895 en tjänst som amanuens vid dåvarande Stockholms högskola. Samma år blev han utvald av Andrée som den tredje mannen på polarexpeditionen. Nils Strindberg var bror till skulptören och medaljgravören Tore Strindberg, och deras far var kusin till författaren August Strindberg. 
Våren 1896 reste han till Paris för att studera flygning med gasballong. 
Senare samma år reste han med de övriga expeditionen till Spetsbergen för att färdas med ballong över nordpolen. Expeditionen ställdes dock in vid detta tillfälle. År 1897 deltog Nils Strindberg i Andrées polarexpedition och omkom liksom de övriga expeditionsdeltagarna.
Strindbergs stenograferade dagbok från expeditionen är skriven till hans fästmö, Anna Charlier, och i relation till Andrées egna dagböcker är den mer personlig.
Resans huvudsakliga syfte var, att kartlägga polarområdet genom flygfoto. Nils Strindberg var såväl en hängiven amatörfotograf som en skicklig konstruktör av avancerade kameror. Expeditionen hade därför utrustats med avancerade kameror för flygfotografi.  
Strindbergs roll i expeditionen har efterhand omvärderats, vad gäller den tapperhet med vilken den fysiskt otränade och dåligt förberedda studenten fortsatte att fotografera, under vad som måste ha varit ett mer eller mindre permanent tillstånd av nära kollaps, av utmattning och köld. Även den konstnärliga kvalitén i hans bilder har uppmärksammats. Av de 240 negativ, som återfanns på Vitön i vattenfyllda behållare, kunde 93 räddas av John Hertzberg på Strindbergs egen arbetsplats, Kungliga Tekniska Högskolan (KTH) i Stockholm. 
I sin artikel Recovering the visual history of the Andrée expedition: A case study in photographic research från 2004 beklagade Tyrone Martinsson det traditionella fokus som tidiga forskare lagt på de skriftliga källorna, dagböckerna, och pekade på fotografierna som viktiga primärkällor med historisk betydelse. Sorgligt nog skadades negativen under sin förvaring på KTH. Expeditionens utrustning, utöver dagböcker och negativ, finns numera på Grenna Museum - Andréexpeditionen Polarcenter i Gränna.
Nils Strindberg är begravd på Norra begravningsplatsen i samma grav som Salomon August Andrée  och Knut Fraenkel. På Norra Real delar Nils Strindberg en minnestavla med Alfred Björling och Finn Malmgren. Minnestavlan är uppsatt "Åt minnet av forna lärjungar vilka offrat sina liv i polarforskningens tjänst".

## Nils Strindbergs bilder från polarexpeditionen

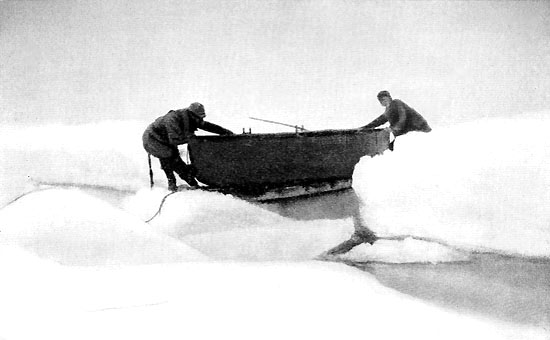
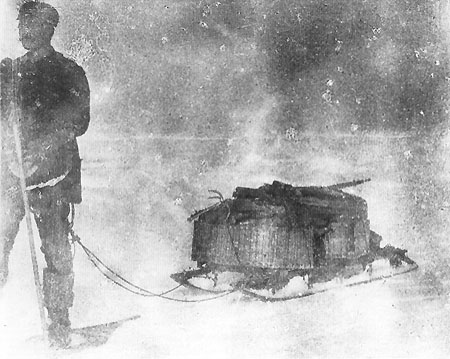
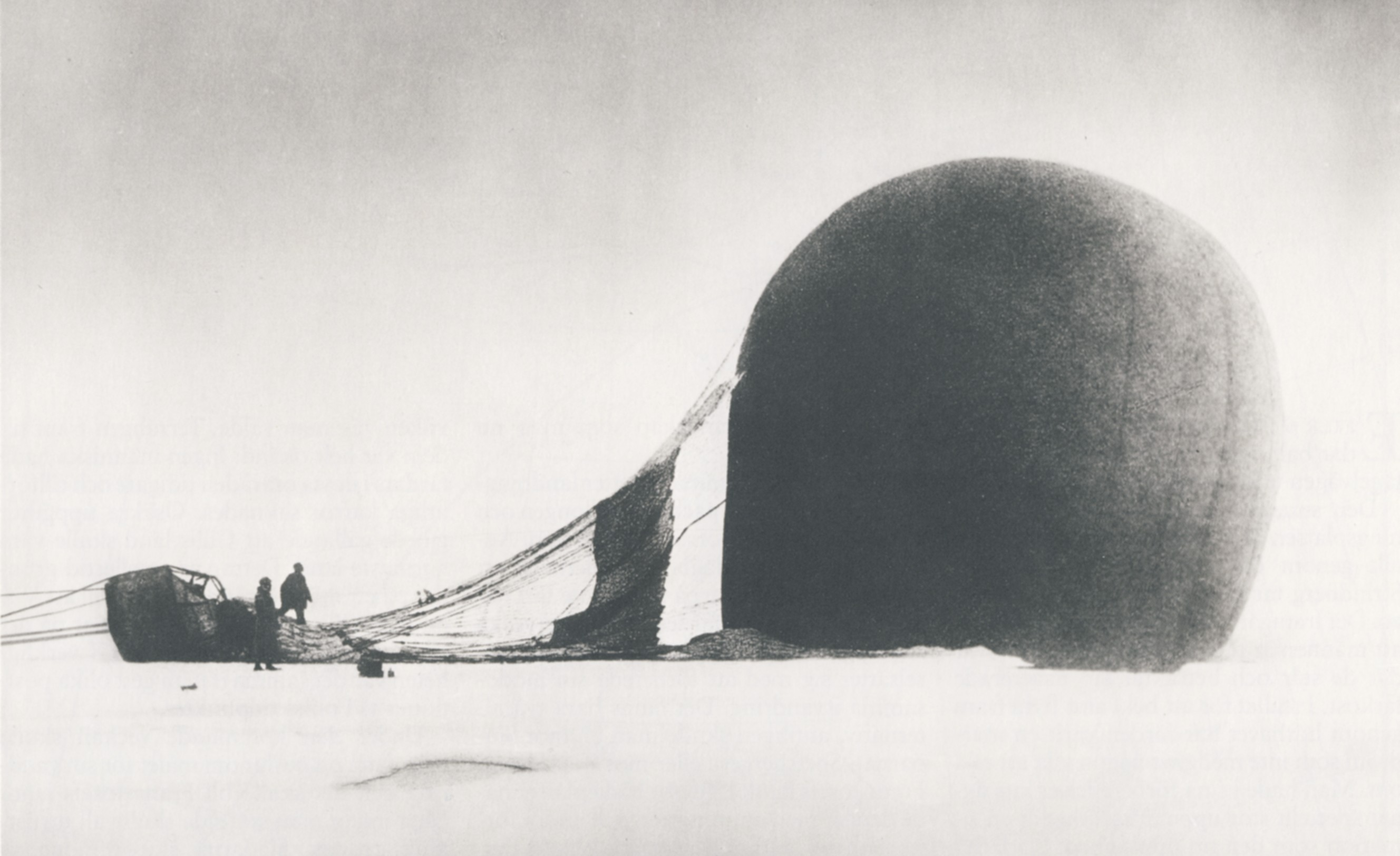